# Gramota

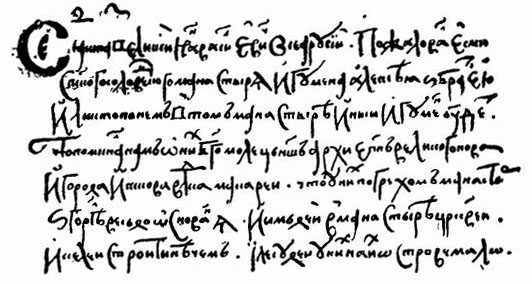
Fundacja Monastyra Sołowieckiego przez Wielkiego księcia Iwana Wasylewicza

Gramota (gr. γράμματα, grámmata) – dokument o charakterze oficjalnym bądź prywatnym na Rusi w X–XVII wieku. Termin został zapożyczony z Bizancjum, gdzie grammata oznaczała posłanie, rozporządzenie i inne dokumenty pisane. 
W okresie radzieckim słowo to zyskało nowe znaczenie – list pochwalny (похвальная грамота lub почётная грамота), wręczany na szczeblach administracyjnych, oświatowych itd. Obecnie w państwach powstałych na terytorium dawnego ZSRR terminu gramota używa się także na określenie niektórych rodzajów dokumentów, na przykład listów uwierzytelniających (верительные грамоты), a także na określenie nagród państwowych i wyróżnień resortowych, na przykład List pochwalny prezydenta Federacji Rosyjskiej (Почётная грамота президента Российской Федерации), List pochwalny prezydenta Ukrainy za aktywną działalność dobroczynną w sferze humanitarnej (Почесна Грамота Президента України за активну благодійницьку діяльність у гуманітарній сфері), List pochwalny Zgromadzenia Narodowego Republiki Białorusi (Ганаровая грамата Нацыянальнага сходу Рэспублікі Беларусь), List pochwalny prezydenta Kazachstanu (Қазақстан Республикасының Президентінің Құрмет грамотасы), czy List pochwalny MSZ Rosji (Почётная грамота МИД России).

## Historia
Na Rusi gramoty były pisane na drewnianych i ołowianych tabliczkach, korze brzozy (patrz „gramoty na brzozowej korze”), pergaminie, a od XIV wieku także na papierze. Pierwsza wzmianka o gramocie pojawia się w Powieści minionych lat, gdzie autor wspomina o dokumencie fundacyjnym księcia Włodzimierza Swiatosławowicza na rzecz cerkwi Bogurodzicy. Jedną z najstarszych gramot, zachowanych do dziś, jest dokument o nadaniu ziemi monasterowi nowogrodzkiemu przez księcia Mścisława Włodzimirowicza. Dokument napisany został na pergaminie i pochodzi z XII wieku.
W okresie XIV–XVII wieku, wraz z rozwojem państwowości rosyjskiej, powstaje szereg różnego rodzaju gramot, których znaczna ilość to akty prawne. Status gramot miały niektóre kodeksy prawne, na przykład, nowgorodzki i pskowski. Wystawiane były listy pochwalne (похвальные грамоты) od cara z pochwałą za posługi albo darowizny dokonane przez osoby prywatne albo stany na korzyść państwa. 
W XVIII stuleciu Piotr I wprowadził zachodnioeuropejską nomenklaturę dla określenia dokumentów o charakterze oficjalnym. Zakres używania terminu gramota został ograniczony. Katarzyna II w 1785 roku wydała dwie gramoty: dokument zwalniający szlachtę z obowiązku służby w wojsku (Грамота на права, вольности и преимущества благородного российского дворянства) i akt określający status obywateli miejskich (Грамота на права и выгоды городам Российской империи).
Po reformie uwłaszczeniowej w Rosji w 1861 roku gramoty regulowały prawa i obowiązki właścicieli ziemskich i chłopów. W drugiej połowie XIX wieku rozpowszechniły się gramoty nadające tytuły szlacheckie, stopień wojskowy i stanowisko urzędowe.
Rosyjska literatura naukowa terminem gramota określa również zachodnioeuropejskie dokumenty z okresu feudalizmu, które mają charakter prawny, na przykład, akt komendacji, fundacja, wyrok sądu, kontrakt. Najstarsze zachodnioeuropejskie dokumenty-gramoty pochodzą z VII wieku. Do nich należą immunitety i fundacje królów frankijskich. Większość z nich zachowała się do dzisiaj w postaci odpisów w kartulariuszach. Liczną grupą zachodnioeuropejskich gramot są dokumenty z XI–XV stuleci. Mianem gramota w historiografii rosyjskiej określa się, na przykład, Wielka Karta Swobód z 1215 roku. Zaś gramoty na brzozowej korze należą do zabytków piśmiennictwa średniowiecznej Rusi.